# Richard Boateng
Richard Boateng (Accra, 10 juli 1992) is een Ghanees voetballer die speelt als middenvelder.
Boateng is een product van het jeugdssysteem van Liberty Babies uit Tamale, hoofdstad van de Noordelijke regio van Ghana. De ploeg bestaat voornamelijk uit jongeren van rond de 16 jaar oud. Voorts is de club zeer losjes gelieerd aan Liberty Professionals FC in Accra.  Bij deze laatste ploeg uit de Premier League tekende hij zijn eerste professionele contract voor het seizoen 2009-2010.
Als achttienjarige verhuisde hij bij de start van het seizoen 2010-2011 naar Spanje, waar hij zich aansloot bij het reserveteam van Granada CF.  Deze ploeg speelde op het toenmalige vijfde niveau van het Spaans voetbal,  Primera Andaluza genaamd. De ploeg eindigde op een zevende plaats.  Tijdens het tweede seizoen 2011-2012 zou de ploeg kampioen spelen, maar op 26 januari 2012 werd Boateng uitgeleend aan Cádiz CF .  Bij deze ploeg verscheen Boateng alleen bij de B-ploeg in de Tercera División, oftewel het toenmalige vierde niveau van het Spaans voetbal.  Met deze ploeg eindigde hij negende.  Tijdens seizoen 2012-2013 werd hij uitgeleend aan CD San Roque, een ploeg uit de Segunda División B.  Hij scoorde er twee doelpunten tijdens zesendertig wedstrijden, maar dit bleek niet voldoende te zijn opdat de ploeg het behoud zou verzekeren.  Vanaf seizoen 2013-2014 keerde hij terug naar het filiaal van Granada, dat ondertussen gestegen was naar de Segunda División B.  Op 28 februari 2014 speelde Boateng zijn eerste wedstrijd als profvoetballer.  Hij viel tijdens de tweede helft in tijdens een Primera División wedstrijd die met 0-4 verloren ging tegen Athletic Bilbao. De rest van het seizoen speelde hij voor het filiaal, dat een mooie zesde plaats veroverde tijdens zijn eerste seizoen op het derde niveau van het Spaanse voetbal.  Hij zou nog twee seizoenen voor het filiaal spelen en nog twee vijfde plaatsen behalen, net niet genoeg om de play offs te behalen.
Vanaf seizoen 2016-2017 zocht hij zijn geluk bij het Cypriotische Aris Limasol, een ploeg uit de A Divizion.   Boateng zou evenwel geen enkele officiële wedstrijd spelen, en keerde zo op 1 januari 2017 naar Spanje terug bij Extremadura UD, een ploeg uit de Segunda División B.  Hij zou met deze ploeg op de dertiende plek eindigen.
Op 3 augustus 2017 tekende hij voor reeksgenoot UD Melilla.  Met deze ploeg zou hij op persoonlijk vlak het beste resultaat ooit halen met veertien doelpunten uit eenendertig wedstrijden.  De ploeg zou een vijfde plek behalen, net niet goed genoeg voor de play offs.
Die mooie prestatie ging niet ongemerkt voorbij en zo keerde Boateng vanaf seizoen 2018-2019 terug naar het professionele niveau.  Op 15 juni 2018 tekende hij een tweejarig contract met Real Oviedo, een ploeg uit de Segunda División A .  Na de heenronde werd hij op 28 januari 2019 uitgeleend aan reeksgenoot AD Alcorcón .  Met deze ploeg zou hij een veertiende plaats behalen.
Op 15 juli 2019 tekende hij bij deze laatste ploeg vanaf seizoen 2019-2020 een tweejarig contract .  Tijdens deze twee seizoenen eindigde de Madrileense ploeg respectievelijk op de tiende en de zeventiende plaats.
Na het einde van de contract tekende hij op 15 juni 2021 een éénjarig contact bij reeksgenoot FC Cartagena .  Tijdens dit seizoen 2021-2022 speelde hij op de vijftiende speeldag zijn honderdste partij op het niveau van de Segunda División A.  Tijdens de vijfentwintigste wedstrijd scoorde hij zijn eerste doelpunt voor de havenploeg.  Hij scoorde tijdens de negentigste minuut de 3-0 tegen CF Fuenlabrada.  Op het einde van het seizoen werd zijn contract echter niet verlengd.
Begin augustus 2022 tekende hij een contract bij Maccabi Bnei Reineh F.C., een nieuwkomer op het hoogste Israëlische voetbal niveau.  Hij scoorde vijf doelpunten uit eenendertig wedstrijden.  De ploeg kon haar behoud afdwingen
Het daaropvolgende seizoen 2023-2024 stapte hij over naar reeksgenoot Hapoel Petach Tikwa.